# Naturschutzgebiet Mühlenberger Loch/Neßsand
Das Naturschutzgebiet Mühlenberger Loch/Neßsand ist ein an der Elbe gelegenes Naturschutzgebiet in Hamburg. Es grenzt direkt an das Naturschutzgebiet Neßsand in Schleswig-Holstein und Niedersachsen.
Das Gebiet umfasst die Elbinsel Neßsand, den Schweinesand sowie das Mühlenberger Loch. Es hat eine Gesamtfläche von 645 Hektar.
Es wurde am 28. Oktober 1952 unter Naturschutz gestellt und wird von Hamburg verwaltet.
Große Teile der Schutzgebietsfläche bilden das gleichnamige FFH-Gebiet.